# Roberto Ballini
Roberto Ballini (né le 14 mars 1944 à Camaiore, dans la province de Lucques, en Toscane) est un coureur cycliste italien. 

## Biographie
Professionnel de 1966 à 1972, Roberto Ballini a remporté une étape du Tour d'Italie 1969 et la Coppa Placci la même année.

## Palmarès
- 1966
  - 3e du Grand Prix de l'industrie et du commerce de Prato
- 1967
  - 2e du Tour du Piémont
  - 3e du Grand Prix de la ville de Camaiore
- 1968
  - 2e du Tour des Apennins
  - 2e du Grand Prix de la ville de Camaiore
  - 3e de la Coppa Bernocchi
  - 7e de Milan-San Remo
- 1969
  - 16e étape du Tour d'Italie
  - Coppa Placci
  - 3e du GP Montelupo
- 1971
  - 4e de Milan-San Remo

## Résultats sur les grands tours

### Tour de France
- 1971 : 92e

### Tour d'Italie
- 1966 : 59e
- 1967 : abandon
- 1968 : 27e
- 1969 : 73e, vainqueur de la 16e étape
- 1970 : 88e